# Phosphoribosylamine
La phosphoribosylamine (PRA) est un intermédiaire de la biosynthèse des purines et un précurseur de l'inosine monophosphate (IMP) à partir du phosphoribosylpyrophosphate.